# Selmer (Tennessee)
Selmer é uma cidade  localizada no estado norte-americano de Tennessee, no Condado de McNairy.

## Demografia
Segundo o censo norte-americano de 2000, a sua população era de 4541 habitantes.
Em 2006, foi estimada uma população de 4701, um aumento de 160 (3.5%).

## Geografia
De acordo com o United States Census Bureau tem uma área de
25,3 km², dos quais 25,3 km² cobertos por terra e 0,0 km² cobertos por água.

## Localidades na vizinhança
O diagrama seguinte representa as localidades num raio de 20 km ao redor de Selmer.